# Odontognophos daubearia
Odontognophos daubearia är en fjärilsart som beskrevs av Jean Baptiste Boisduval 1840. Odontognophos daubearia ingår i släktet Odontognophos och familjen mätare. Inga underarter finns listade i Catalogue of Life.